# Leandro N. Alem (metropolitana di Buenos Aires)
Leandro N. Alem  è una stazione della Metropolitana di Buenos Aires, capolinea della linea B.
È un'importante stazione di scambio perché permette l'accesso alla stazione di Correo Central della linea E.

## Storia
La stazione è stata inaugurata il 1º dicembre 1931 con il primo tratto della linea.

## Interscambi
Nelle vicinanze della stazione effettuano fermata diverse linee di autobus urbani ed interurbani.
- Fermata metropolitana (Correo Central, linea E)
- Fermata autobus

## Servizi
La stazione dispone di:
- Biglietteria a sportello
- Biglietteria automatica